# Кочердык
Кочердык (в верховье — Большой Кочердык) — река в Курганской области России. Истекает из болотистой местности восточней села Васькино. Устье реки находится в 976 км от устья по левому берегу реки Тобол. Длина реки составляет 66 км.
На 41 км от устья, у села Дулино в 3 км к востоку от села Целинное принимает левый приток — Малый Кочердык.

## Данные водного реестра
По данным государственного водного реестра России относится к Иртышскому бассейновому округу, водохозяйственный участок реки — Тобол от впадения реки Уй до города Курган, речной подбассейн реки — Тобол. Речной бассейн реки — Иртыш.

## Населённые пункты
- с. Фроловка
- д. Бердюгино
- с. Дулино
- д. Бухаринка
- д. Зелёная Сопка
- д. Подуровка